# Etholen
Etholen es un despoblado en el Condado de Hudspeth, Texas, ubicado a 6 kilómetros al oeste de Sierra Blanca.
Diversas fuentes datan la fundación de la localidad en torno a 1880,  vinculada a la construcción de una pequeña estación de ferrocarril de la Southern Pacific. La población desde entonces empezó a decaer llegando a los 25 habitantes a mediados del siglo XX.